# Cryptocladocera bezzii
Cryptocladocera bezzii är en tvåvingeart som beskrevs av Arnaud 1963. Cryptocladocera bezzii ingår i släktet Cryptocladocera och familjen parasitflugor.
Artens utbredningsområde är Panama. Inga underarter finns listade i Catalogue of Life.